# Chevery Airport
Chevery Airport är en flygplats i Kanada.   Den ligger i regionen Côte-Nord och provinsen Québec, i den östra delen av landet, 1 300 km öster om huvudstaden Ottawa. Chevery Airport ligger 8 meter över havet.
Terrängen runt Chevery Airport är platt. Havet är nära Chevery Airport åt sydost. Trakten är glest befolkad. Närmaste större samhälle är Harrington Harbour, 11,7 km öster om Chevery Airport. 